# Втрати 95-ї десантної бригади
У списку вказані втрати військовослужбовців 95-ї окремої десантно-штурмової бригади.

## Поіменний перелік

### 2014
Бої в Донецькій області:
28 квітня 2014 року внаслідок вибуху невідомого вибухового пристрою на Краматорському аеродромі —
- солдат водій-електрик Куриленко Дмитро Олександрович (1992 р.н., Ріпки, Чернігівська область).

Бої на околицях Слов'янська:
2 травня 2014 року:
- старший стрілець Панасюк Сергій Іванович (1985 р.н., Коростишів, Житомирська область);
- стрілець Коваленко Петро Миколайович (1994 р.н., Рахнівка, Вінницька область).

13 травня 2014 — бій на околицях села Дмитрівка, що на річці Маячка, поблизу Краматорська:
- капітан Заброцький Вадим Йосипович (1979 р.н., Житомир);
- старший лейтенант Дульчик Віталій Георгійович (1986 р.н., Бердичів, Житомирська область);
- сержант запасу Славіцький Олег Вікторович (1975 р.н., с. Зоряне, Житомирська область);
- молодший сержант Рудий Віталій Валентинович (1984 р.н., Головине, Житомирська область);
- старший солдат Якимов Олександр Валерійович (1993 р.н., Харків);
- стрілець Хрущ Сергій Юрійович (1975 р.н., Верхівня, Житомирська область).

19 травня 2014 — обстріл опорного пункту на горі Карачун:
- стрілець Беляк Геннадій Йосипович (1978 р.н., Рихальське, Житомирська область).

3 червня 2014 — біля Слов'янська:
- підполковник Сенюк Тарас Михайлович (1980 р.н., Коломия, Івано-Франківська область).

6 червня 2014 — бій на 1-му блокпості (біля м. Слов'янськ):
- старший солдат запасу Добрянський Максим Сергійович (1988 р.н., Коростишів, Житомирська область).

13 червня 2014 року:
- солдат механік-водій Голяченко Олександр Михайлович (1992 р.н., Славів, Житомирська область).

19 червня 2014 — бій на околиці Красного Лимана — * капітан Крементар Олексій Володимирович (1984 р.н., Сімферополь);
- старший солдат розвідник-кулеметник Шевченко Олексій Володимирович (1988 р.н., Левків, Житомирська область).

26 червня 2014 року:
- солдат навідник Ващук Ігор Олександрович (1994 р.н., Овруч, Житомирська область);
- сержант командир відділення мінометного взводу Коган Андрій Ігорович (1984 р.н., Висока Піч, Житомирська область).

28 червня 2014 року:
- сержант Закусіло Олександр Іванович (1974 р.н., Білилівка, Житомирська область);
- солдат Боднар Петро Степанович (1976 р.н., Панка, Чернівецька область);
- солдат Ординський Леонід Іванович (1973 р.н., Чемериси-Барські, Вінницька область).

2 липня 2014 року:
- майор Скульський Олександр Олексійович (1975 р.н., Житомир);
- старший сержант Бовсуновський Сергій Володимирович.

27 липня 2014 — бої, в тому числі поблизу Тореза — * старший сержант Книш Олександр Олександрович (1982 р.н., Левків, Житомирська область);
- солдат Білоушенко Сергій Олександрович (1993 р.н., Корсунь-Шевченківський, Черкаська область);
- солдат Василенко Олександр Васильович (1991 р.н., Ігнатпіль, Житомирська область).

29 липня 2014 року::
- капітан Шуліков Сергій Вікторович (1983 р.н., Миколаївська область).

31 липня 2014 року: (дата орієнтовна), бої в районі Шахтарська —
- старший солдат Бабюк Віктор Ярославович (1984 р.н., Ошихліби, Чернівецька область).[1]

4 серпня 2014 — помер у військовому госпіталі внаслідок тяжких поранень, яких зазнав під час бою 27.07.2014 р. поблизу м. Торез — * солдат Шпіганевич Тарас Анатолійович (1994 р.н., Чернятин, Вінницька область).
17 серпня 2014 — бій під час штурму терористами блокпоста українських військовиків поблизу міста Ясинувата —
- солдат Кондратенко Василь Олексійович (1987 р.н., Шостка, Сумська область;

Гуц Сергі́й Сергі́йович (1990 р.н., Лугини, Житомирська область.) Загинув 4 вересня 2014 р. під час виконання бойового завдання в районі м. Вугледар Донецької області.
5 жовтня 2014 — молодший сержант Сергій Сідлецький, ДАП;
6 жовтня 2014 — солдат Сілко Артур Олегович, бої за Піски;
11 грудня 2014 — старший солдат Лесніков Іван Сергійович, помер від поранень, ДАП.
Бої в Луганській області:
19 липня 2014 — бій в районі Лисичанська —
- старший лейтенант Савченко Максим Сергійович (1989 р.н., Суми);
- сержант Пушанко Артур Олександрович (1993 р.н., Житомир);
- солдат Клим Олег Іванович (1976 р.н., Щирець, Львівська область);
- солдат Ляпін Юрій Олегович (1995 р.н., Капустинці, Київська область);
- солдат Бурлак Микола Михайлович (1987 р.н., Стольне, Чернігівська область).

20 липня 2014 року:
- старший лейтенант Холо Ігор Миколайович (1992 р.н., Олександрівка, Черкаська область), зазнав 4 кульових поранень у груди. Помер під час операції в харківському госпіталі 23 липня о 6-й годині ранку.[3]

21 липня 2014 року:
- старший солдат Стриженко Артем Олегович (1993 р.н., Житомир);

9 серпня 2014 — бій за м. Красний Луч, Луганська область — * солдат, стрілець Галянт Віталій Ігорович (1994 р.н., с. Розкішна, Ставищенський район, Київська область);
6 листопада 2014 — Слов'янськ, солдат Парфененко Віталій Васильович.

### 2015
Січень 2015 — бої в районі Донецького аеропорту:
18 січня 2015 — бій під час оборони Донецького аеропорту:
- старший лейтенант Івах Дмитро Анатолійович (1989 р.н., Хмельницький) загинув від осколка ракети, випущеної з «Града»;[4]
- солдат Панченко Олексій Анатолійович (1974 р.н., Черкаси);[5]
- солдат Парубець Сергій Сергійович.

20 січня 2015 — бій поблизу Донецького аеропорту:
- капітан Марковський Володимир Геннадійович (1988 р.н., Улашанівка, Хмельницька область);
- старший солдат Атаманчук Олександр Олександрович (1990 р.н., Миропіль, Житомирська область);
- молодший сержант Чупилка Анатолій Михайлович (1974 р.н., Канів, Черкаська область) загинув під час штурму ДАП;
- солдат Ремішевський Віталій Валентинович, бої за Піски.

22 січня 2015 — бої поблизу населеного пункту Спартак та Донецького аеропорту:
- старший прапорщик Мазур Віталій Віталійович (1979 р.н., Рівненська область) зазнав важкого поранення, помер у лікарні 26.01.2015.[6]

26 січня 2015 — біля Спартака (Донецька область) група десантників, яка вивозила поранених з району Донецького аеропорту, потрапила під мінометний обстріл, було підірвано БТР. 5 бійців загинуло одразу:
- сержант Білокуров Олександр Сергійович (1985 р.н., Чернігів);
- солдат Гага В'ячеслав Олегович (1991 р.н., Плешкані, Черкаська область);[7]
- прапорщик Рачок Михайло (1984 р.н., Вінницька область);[8]
- старший прапорщик Мазур Віталій Віталійович, помер від поранень;
- солдат Сенюк Денис Сергійович (1993 р.н., Полтава).[9]

2 лютого 2015 року:
- сержант Непоп Костянтин Іванович, Водяне;
- старший лейтенант Стельмах Олександр Миколайович, бої за Піски.

10 лютого 2015 — с. Спартак, Ясинуватський район, Донецька область.
- старшина Порозінський Сергій Вікторович (6 вересня 1985 року) героїчно загинув 10 лютого 2015 р. під час вогневого контакту ротно-тактичної групи з бойовиками з 13:00 по 14:00 у районі с. Спартак Ясинуватського району Донецької області.
- солдат Саєнко Олександр Віталійович;
- солдат Ущапівський Андрій Миколайович.

14 лютого 2015 — Дебальцеве:
- молодший сержант Єрощенко Олександр Сергійович (04.10.1982 року) героїчно загинув, прикривши відхід із зони обстрілу пораненого бойового побратима.[10]

- 10 березня 2015 — солдат Гливий Сергій Володимирович, автомобільна аварія.
- 16 березня 2015 — бої за Авдіївку, солдат Щербак Сергій Олександрович.
- 22 березня 2015 — солдат Медведєв Максим Анатолійович, помер від серцевого нападу.
- 3 червня 2015 — боєць однієї з аеромобільних бригад відкрив вогонь по побратимах у Славкурорті. 3 вояки загинули, 2 зазнали поранень; убивцю застрелили на місці. Тоді загинули Віталій Івандюк, Шевченко Віталій Федорович та ще один вояк.
- 6 червня 2015 року помер за не до кінця з'ясованих обставин солдат Олександр Тарасенко.
- 12 червня 2015 — сержант Швець Сергій Володимирович, помер від поранень.[11]
- 9 липня 2015 — молодший сержант Філімонов Дмитро Юрійович, Авдіївка.
- 10 серпня 2015 — капітан медслужби Шевчук Микола Захарович.[12]
- 30 вересня 2015 — Заєць Олексій Миколайович, старший сержант, 30 вересня 2015.[13]
- 3 листопада 2015 — старший сержант Грод Євген Іванович, Слов'янськ, нещасний випадок.[14]
- 11 листопада 2015 — молодший сержант Олександр Мешок, загинув під Красногорівкою.
- 10 грудня 2015 — солдат Порубаний Валентин Миколайович помер від трагічної пригоди.[15]

### 2016
- 17 травня 2016 — сержант Євдощук Олексій Олександрович.[16]
- 10 липня 2016 — солдат Гега Руслан Юрійович, бої під Горлівкою.
- 17 вересня 2016 — від серцевого нападу помер підполковник Дзиба Сергій Вікторович.
- 11 листопада 2016 — молодший сержант Оцабера Олександр Аркадійович, Торецьк.

### 2017
- 25 січня 2017 — старший сержант Савченко Іван Миколайович.[17]
- 5 травня 2017 — молодший сержант Ковальський Валентин Геннадійович.[18]
- 25 листопада 2017 — сержант Литвинчук Дмитро Юрійович.
- 25 листопада 2017 — сержант Перепелиця Максим Олегович.
- 19 грудня 2017 — старший солдат Гульцьо Артем Андрійович.

### 2018
- 25 лютого 2018 — солдат Сівко Олександр Володимирович.
- 2 березня 2018 — молодший сержант Сапеску Вадим Георгійович.
- 6 березня 2018 — молодший сержант Козченко Владислав Ігорович.
- 25 березня 2018 — старший солдат Ковнацький Сергій Миколайович.
- 12 травня 2018 — Горбач Сергій Олександрович.[19]
- 30 квітня 2018 — старший солдат Микитюк Олександр Станіславович.[20]
- 13 травня 2018 — медик Олег Бокач.[21]

### 2019
- 28 лютого 2019 — молодший сержант Джигринюк Ігор Михайлович.[22]

### 2022
- 1 січня 2022 — Тичина Ігор Олегович, снайпер. Поранений 27 грудня 2021 року під час обстрілу поблизу смт Нью-Йорк Донецької області, помер у ВМКЦ Північного регіону (м. Харків).[23][24]
- 21 лютого 2022 — Демидчук Ігор Олександрович, старший лейтенант. Внаслідок обстрілу селища Зайцеве.[25][26]
- 21 лютого 2022 — Стельмах Олександр Анатолійович, штаб-сержант. Внаслідок обстрілу селища Зайцеве.[25]
- 27 лютого 2022 — Григоренко Євген Сергійович, сержант.
- 7 березня 20222 - Колцун Едуард Михайлович , 24.07.1970. Загинув в селищі Макарів Київської області.
- 11 березня 2022 — Марченко Олександр Васильович, старший солдат, гранатометник. Загинув в селищі Макарів Київської області.[27]
- 12 березня 2022 — Снітко Сергій Віталійович, сержант, командир відділення управління взводу. Загинув в селищі Макарів Київської області під час авіаудару та обстрілу.[28]
- 12 березня 2022 — Шатило Олександр Анатолійович, солдат, стрілець-помічник гранатометника. Загинув в селищі Макарів Київської області під час авіаудару та обстрілу.[29]
- 16 березня 2022 - Марищак Максим Володимирович, старший лейтенант, заступник інжерно-саперної роти, інструктор з повітрянодесантної підготовки. Загинув на під'їзді у населений пункт Кам'янка Харківської області[30]
- 20 березня 2022 — П'ясецький Максим Павлович, молодший сержант.
- 21 березня 2022 — Кузніцов Михайло Анатолійович, солдат.
- 22 березня 2022 — Ріхтер Олена Вікторівна, старший солдат.[31]
- 22 березня 2022 — Дишкант Віталій Іванович, солдат.
- 25 березня 2022 — Покутній Анатолій Сергійович, солдат. Під час штурму в районі с. Кам'янка Харківської області.
- 25 березня 2022 — Онушко Володимир Володимирович, старший лейтенант.
- 28 березня 2022 — Литвин Михайло Володимирович, солдат.
- 24 квітня 2022 — Колодяжний Олег Сергійович, солдат.
- 30 квітня 2022 — Боровик Руслан Анатолійович, молодший сержант.
- 7 травня 2022 — Крачковський Євгеній Юрійович, навідник. Загинув поблизу с. Довгеньке Ізюмського району.[32]
- 11 травня 2022 — Федько Богдан Олександрович, старший сержант.
- 11 травня 2022 — Осадчук Анатолій Олександрович, старший солдат.[33]
- 20 травня 2022 — Журавський Вадим Віталійович, старший лейтенант. Донецька область.
- 19 червня 2022 — Тарабановський Павло Петрович, старший сержант.
- 07 липня 2022 — Грень Петро Миколайович, солдат.[34]
- 22 серпня 2022 — Слобожан Сергій Сергійович, старший солдат, старший навідник. Загинув неподалік н.п. Долина Донецької області.[35]
- 24 вересня 2022 — Янковець Денис Олегович, головний сержант розвідувальної роти. Загинув в районі н.п. Середнє, Лиманського району, Донецької області.[36]
- 6 жовтня 2022 — Хомич Юрій Вікторович, молодший сержант.
- 13 жовтня 2022 — Трояновський Андрій Миколайович, старший лейтенант. Загинув на протитанковій міні в районі с. Оскіл, Харківська область.
- 29 жовтня 2022 — Чурилов Артем Анатолійович, старший солдат. Загинув у с. Невське Луганської області.[37]
- 03 листопада 2022 — Кропта Дмитро Миколайович, солдат, стрілець-помічник гранатометника. Загинув під с. Невське Сватівського району Луганської області.[38]
- 7 листопада 2022 — Янів Ярослав Васильович, старший солдат.
- 3 грудня 2022 — Конотовський Віталій Петрович, старший солдат.
- 19 грудня 2022 - Жовнір Артем, молодший сержант, бойовий медик взводу. Загинув в районі Мар’їнки Донецької області[30].

### 2023
- 20 січня 2023 - Артур-Артем Харів, 27 років. Солдат, стрілець-помічник гранатометника десантно-штурмового взводу десантно-штурмової роти десантно-штурмового батальйону , позивний «Другий». Загинув внаслідок штурмових дій противника в районі міста Кремінна Сєвєродонецького району Луганської області[39].
- 28 січня 2023 — Феськов Сергій Сергійович. Загинув внаслідок артилерійського обстрілу.[40]
- 28 квітня 2023 — Бережний Олександр Володимирович. Загинув в районі міста Кремінна на Луганщині.[41]
- 21 травня 2023 — Дудай Віталій Вікторович, лейтенант.
- 15 серпня 2023 — Мурга Сергій Олександрович, солдат, старший розвідник-гранатометник розвідувальної роти. Загинув під Слов'янськом Донецької області.[42]
- 10 вересня 2023 — Білан Іван Станіславович, солдат.
- 1 жовтня 2023 — Пономаренко Данило Вікторович, капітан.
- 6 грудня 2023 — Герасимук Олександр Петрович, солдат.
- 30 грудня 2023 — Коженко Володимир Олександрович, молодший лейтенант. Помер у лікарні.[43]

### 2024
- 15 січня 2024 — Шиманюк Андрій Сергійович, солдат.
- 17 січня 2024 — Милян Андрій Григорович, молодший лейтенант.
- 17 січня 2024 — Олексієнко Денис Сергійович, солдат.
- 23 січня 2024 — Карпенко Сергій Анатолійович, солдат, оператор. Помер в КНП «Малинська міська лікарня».[44]
- 7 лютого 2024 — Тищенко Роман Анатолійович, солдат.
- 22 лютого 2024 — Гречанюк Радислав Юрійович, молодший сержант
- 23 лютого 2024 — Прядка Сергій Вікторович, молодший сержант
- 10 травня 2024 — Курин Юрій Леонідович, солдат, стрілець-снайпер. Загинув в районі села Невське Сватівського району Луганської області.[45]
- 15 травня 2024 — Вєракша Олександр Миколайович («Шах»). 35 років, м. Херсон.[46]
- 6 липня 2024 — Винарчук Андрій Вікторович, солдат.
- 28 липня 2024 — Панчук Дмитро Юрійович («Партизан» / «Едол»). 29.09.1998, м. Житомир. Помер у лікарні.[47]
- 1 серпня 2024 — Кутерещин Тарас Зіновійович. 29 вересня 1992, м. Борислав. Загинув поблизу населеного пункту Північне Бахмутського району на Донеччині.[48]
- 1 серпня 2024 — Григораш Анатолій Володимирович, старший солдат. Загинув в н.п. Стельмахівка Сватівського району.
- 13 серпня 2024 — Северенчук Ігор Ярославович. 17.12.1993, м. Київ. Загинув поблизу села Погребки Курської області.[49][50][51]
- 16 серпня 2024 — Хибінь Андрій Ярославович. 5 грудня 1990, с. Загвіздя. Загинув в Курській області поблизу населеного пункту Вікторівка Кореневського району.[52]
- 16 серпня 2024 — Гавдульський Андрій. 39 років, м. Бібрка. Загинув під час виконання бойового завдання у Курській області.[53]
- 25 серпня 2024 — Лозинський Андрій. 28.06.1987, м. Львів.[54]
- 27 серпня 2024 — Гаєвой Микола. 28 років, м. Ужгород. Загинув на Курському напрямку.[55]
- 30 серпня 2024 — Денисюк Сергій Леонідович. 41 рік, с. Бабка. Загинув поблизу с. Погребки Суджанського району Курської області.[56][57]
- 30 серпня 2024 — Закрева Володимир Володимирович. 26.01.1989, м. Луцьк. Загинув в районі населеного пункту Погребки Курської області.[58][59]
- 31 серпня 2024 — Пивоваров Юрій Андрійович («Берс»), молодший сержант. 9 червня 1997, м. Охтирка. Загинув в районі н.п. Шептухівка (Курська область).[60]
- 4 вересня 2024 — Недашківський Віктор Іванович, молодший сержант.
- 4 вересня 2024 — Покиньборода Віктор Васильович, солдат.
- 9 вересня 2024 — Бойченко Василь Юрійович, капітан.
- 17 вересня 2024 — Новіцький Любомир. 12 травня 1996, с. Підкамінь, Рогатинський район, Івано-Франківська область. Загинув у районі населеного пункту Мала Локня Курської області.[61]
- 20 вересня 2024 — Бугров Сергій Віталійович. 1998, с. Рівне, Волинь. Гранатометник. Загинув на Сумщині, зазнав смертельних поранень під час російського обстрілу.[62]
- 22 жовтня 2024 — Марченко Сергій Володимирович, старший сержант, сержант із матеріального забезпечення роти вогневої підтримки. Загинув поблизу населеного пункту Вікторівка, Суджанського району Курської області.[63]

### 2025
- 27 лютого 2025 — Палій Захар. 15 травня 1989, м. Львів.[64]
- 29 червня 2025 — Вуглицький Олександр, 28 рік, оператор БПЛА. Загинув на Сумщині під час бойового завдання поблизу села Юнаківка[65].